# Denise de Jaguère
Denise de Jaguère est une actrice québécoise. Elle est décédée le 5 septembre 2002 à Montréal, au Québec.

## Biographie
Denise de Jaguère participe à de nombreuses pièces de théâtre ainsi qu'à quelques films et télé-théâtres. Ses rôles sont essentiellement centrés sur l'univers de Michel Tremblay (Les Belles-Sœurs) et du cinéaste André Brassard (Françoise Durocher, waitress).

## Filmographie
- 1972 : Françoise Durocher, waitress d'André Brassard - l'une des Françoise Durocher
- 1976 : Parlez-nous d'amour de Jean-Claude Lord - Fan de Jeannot

## Théâtre
- 1968 : Les Belles-Sœurs de Michel Tremblay, mise en scène de André Brassard - rôle de Des-Neiges Verrette
- 1969 : Les Belles-Sœurs de Michel Tremblay, mise en scène de André Brassard - rôle de Des-Neiges Verrette
- 1971 : Les Belles-Sœurs de Michel Tremblay, mise en scène de André Brassard - rôle de Angéline Sauvé
- 1974 : Les Belles-Sœurs de Michel Tremblay, mise en scène de André Brassard - rôle de Angéline Sauvé